# Günther Jauch
Günther Johannes Jauch (Münster, 13 de julho de 1956) é um apresentador de televisão alemão, e já foi locutor de rádio, jornalista e produtor cinematográfico.
Seu tataravô Emmerich Grach, como primeiro vereador e prefeito interino de Trier, assinou a certidão de nascimento de Karl Marx.

## Filmografia
- 1988: Man spricht deutsh como narrador de notícias
- 2004: Der Wixxer como talkmaster
- 2005: Racing Stripes como dublador
- 2011: Doctor’s Diary como ele mesmo
- 2013: Pastewka como ele mesmo, apenas sua voz é audível
- 2015: Der Liebling des Himmels como ele mesmo[2]

## Prêmios e condecorações
- 1990 Bambi